# Decla-Bioskop
La Decla-Bioscop A.G. était une société de production cinématographique allemande qui produit à partir de 1915 sous la direction d'Erich Pommer une multitude de films muets, dont notamment plusieurs premières œuvres importantes de Fritz Lang, Friedrich Wilhelm Murnau et Ludwig Berger ainsi que Le Cabinet du docteur Caligari de Robert Wiene.

## Histoire
La société de production Decla-Film-Gesellschaft Holz & Co. OHG est fondée le 16 février 1915 avec le capital de Deutsche Eclair en tant que filiale allemande de la société française Eclair par Fritz Holz et Erich Pommer en Berlin. En un peu moins d'une décennie, cette entreprise initialement assez petite réalise des productions de divertissement dans une grande variété de genres, surtout des films d'aventure et policiers, mais aussi des drames et des mélodrames. Au début, la gamme de production comprend également plusieurs films à épisodes avec des acteurs tels que Harry Lamberts-Paulsen et Alwin Neuß. Avec sa propre distribution de films avec la société Decla-Filmverleih, des films étrangers sont également diffusés dans l'Empire allemand.
Après la Première Guerre mondiale, lorsque l'UFA, fondée entre-temps (décembre 1917), contrôle largement la production sur le marché cinématographique allemand, Pommer est contraint en 1919 de fusionner sa société avec la Meinert-Film-Gesellschaft, la société de Rudolf Meinert, afin d'affronter la concurrence.
En 1920, Decla fusionne avec Deutsche Bioscop AG pour former Decla-Bioscop AG, ce qui en fait la deuxième plus grande société cinématographique allemande après UFA. La société possède les studios de Babelsberg ainsi que sa propre chaîne de cinéma. Avec Uco-Film GmbH, Decla-Bioscop est également impliqué dans une filiale en association avec Ullstein-Verlag. L'Uco-Film se concentre sur l'adaptation de romans-feuilletons du Berliner Illustrirte Zeitung, dont La Découverte d'un secret et Docteur Mabuse le joueur. Lors de la phase de production de ce premier film de la série du docteur Mabuse, l'UFA absorbe Decla-Bioscop en novembre 1921, qui dispose provisoirement d'une autre filiale, la Russo-Films Commandite.
En 1922, Decla-Bioscop AG est recréée. Outre l'UFA, Decla-Lichtspiel GmbH, Deutsche Bioskop GmbH et les producteurs Willy Kaettel et Günther Foersterling sont impliqués en tant que fondateurs. L'avocat Hermann Zimmer et l'homme d'affaires Adam Schick, qui étaient auparavant les directeurs généraux de Decla-Bioscop GmbH, fondée en juin 1922, sont nommés au conseil d'administration. Decla-Bioscop AG continue à produire des films en tant que département indépendant et présente à l'écran des œuvres ambitieuses. En 1925, Decla-Bioscop arrête de faire des films.

## Filmographie sélective
- 1915 : Carl und Carla
- 1916 : Das Gewissen
- 1915 : Der Herr ohne Wohnung
- 1916 : Der Weg der Tränen
- 1916 : Das Licht im Dunkeln
- 1916 : Das Geheimnis des Sees
- 1917 : Zwei blaue Jungen
- 1917 : Die Spinne
- 1917 : Das Defizit
- 1917 : Der Jubiläumspreis
- 1917 : Der Mann im Havelock
- 1917 : Die Königstochter von Travankore
- 1917 : Die gute Partie
- 1917 : Das Mädel von nebenan
- 1918 : Das verwunschene Schloß
- 1918 : Das Lied der Mutter
- 1918 : Inge
- 1919 : Der Weg, der zur Verdammnis führt, 2. Teil. Hyänen der Lust
- 1919 : La Peste à Florence
- 1919 : Les Araignées : Le Lac d'or
- 1919 : La Métisse
- 1919 : Harakiri
- 1919 : Das ewige Rätsel
- 1920 : Le Cabinet du docteur Caligari
- 1920 : Opfer
- 1920 : Der Richter von Zalamea
- 1920 : Genuine
- 1920 : Die Tophar-Mumie
- 1920 : Die Frau im Himmel
- 1920 : Die Jagd nach dem Tode
- 1920 : Cœurs en lutte
- 1921 : Das Geheimnis von Bombay
- 1921 : Der Roman der Christine von Herre
- 1921 : Violet
- 1921 : Die schwarze Pantherin
- 1921 : La Découverte d'un secret
- 1921 : Les Trois Lumières
- 1921 : Zirkus des Lebens
- 1922 : Bardame
- 1922 : Tiefland
- 1922 : Docteur Mabuse le joueur : Inferno
- 1922 : Le Fantôme
- 1923 : Le Cavalier de pierre
- 1923 : Ein Glas Wasser
- 1923 : Cendrillon
- 1923 : L'Expulsion
- 1923 : Die Prinzessin Suwarin
- 1923 : Sa femme l'inconnue
- 1923 : Les Finances du grand-duc
- 1924 : Les Nibelungen : La Vengeance de Kriemhild
- 1924 : Michaël
- 1925 : La Tour du silence